# Louis Franck
Pour les personnes ayant le même patronyme, voir Franck.
Louis Franck, né le 28 novembre 1868 à Anvers et mort le 31 décembre 1937 à Wijnegem, est un docteur en droit et homme d'État belge membre du Parti libéral. Il est après la Première Guerre mondiale, ministre des Colonies, ministre d'État et gouverneur de la Banque nationale de Belgique.

## Biographie
Louis Marie François Franck, né le 28 novembre 1868 à Anvers, est le fils d'Alexandre Franck, fabricant de meubles, et d'Isabelle Devos. Il se marie le 14 janvier 1895 avec Henrica Mistler à Anvers.
Il étudia à l'Athénée royal d'Anvers où il subit l'influence de l'auteur flamand et homme politique libéral Jan van Beers.  Il fut promu docteur en droit (1890) à l'Université libre de Bruxelles. Au cours de ses études, il fut cofondateur du Cercle universitaire laïque humaniste (1887). Il écrivit pour le Journal des étudiants (1889) et devint en 1890 président fondateur du Cercle universitaire de criminologie.
En 1890, il s'inscrit comme avocat au barreau d'Anvers, se spécialisant dans les affaires maritimes internationales. À l'Institut des Hautes Études d'Anvers, il dispensa le cours de droit maritime et devint professeur à l'Université libre de Bruxelles. Au sein du Comité maritime international, il s'attacha à unifier le droit maritime. Ses frères et lui deviennent membres et fondateurs, en 1905, du cercle anversois L'Art Contemporain (Kunst van Heden).
En tant que président de la Conférence du Jeune Barreau et comme membre de la Vlaamse Conferentie der Balie (Conférence du Jeune Barreau néerlandophone), il s'attacha à promouvoir l'usage du néerlandais à la cour (qui était à cette époque francophone). En 1899, il devint cofondateur du Bond der Vlaamsche Rechtsgeleerden, une association de juristes flamands dont il devint président en 1912.
Il fut élu membre de la Chambre des représentants de 1906 à 1926, sur la liste du Parti libéral pour l'arrondissement d'Anvers. Il tenta d'étendre graduellement l'emploi de la langue néerlandaise en Flandre. Ainsi, avec Paul Segers, en 1910, il présenta une loi, adoptée par le parlement, qui généralisa le flamand dans l'enseignement secondaire en Flandre. En collaboration avec le socialiste Camille Huysmans et le catholique Frans Van Cauwelaert (surnommés, en néerlandais, les « drie kraaiende hanen » ou les « trois coqs criants ») il déposa une proposition de loi visant à flamandiser de l'Université de Gand en 1912 qui ne deviendra effective qu'en 1930.
En 1911, comme candidat du Parti libéral d'Anvers, il fut élu membre du conseil communal d'Anvers.
Lors de la Première Guerre mondiale, il fut cofondateur en 1915 et président du Comité voor Hulp en Voeding (Comité d'aide et de l'alimentation) de la province d'Anvers et échevin du port d'Anvers. Pendant l'occupation allemande de la Belgique, Franck (sous l'influence du roi Albert et du gouvernement) assura la présidence de l’Intercommunale Commissie van Notabelen, le véritable organisme dirigeant d'Anvers et des communes environnantes. Il fut aussi échevin d'Anvers de 1916 à 1918. Il mena une politique prudente lorsque les différends linguistiques (entre néerlandais et français) furent réprimés pendant la guerre.  Il condamna ouvertement la collaboration avec les Allemands des activistes flamands, et devint la personnification de la résistance en Flandre. Peu avant la fin de la Première Guerre mondiale, il fut arrêté par les Allemands en mars 1918 et déporté d'abord à Bonn puis au château de Celle en Basse-Saxe.
Libéré à l'Armistice, son activité sera désormais consacrée par la politique et l'économie nationale et internationale : ses responsabilités gouvernementales belges, le développement du Congo belge et la gestion du franc belge au sein la Banque nationale de Belgique. Il fut nommé ministre des Colonies de novembre 1918 à 1924 et, en 1920, il fonda l'École coloniale supérieure à Anvers (qui devint, en 1923, l'Université coloniale de Belgique). Franck réorganisa et développa le réseau des chemins de fer, les routes et la navigation fluviale au Congo, prérequis indispensable à sa prospérité économique et industrielle. En 1920, il fit pendant neuf mois un voyage au Congo belge et définit à son retour la politique coloniale qu'il convenait d'appliquer. Il décida d'un plan d'investissements massifs de la Belgique en faveur du Congo. Celles-ci portaient en priorité sur les infrastructures, étaient planifiées sur une période de 10 ans et associaient intérêts publics et privés. À partir de 1925, Louis Franck gardant le contact avec les réalités congolaises devenait membre de l'Institut Colonial International et, à partir de 1929, membre titulaire de l'Institut Royal Colonial belge.
Le 27 septembre 1926, il succéda à Fernand Hautain comme gouverneur de la Banque nationale de Belgique et, avec Paul van Zeeland, il dirigea cet institut avec résolution pendant de nombreuses années, d'une manière considérée par certains comme autocratique et présomptueuse. Gustave Sap du Parti catholique attaqua la politique de la Banque nationale dans son discours du 16 mars 1937 ; le socialiste Henri De Man fit de même. Une enquête fut alors ouverte concernant sa gestion ce qui affecta sa santé. Il était sur le point de prendre sa pension de la Banque nationale de Belgique lorsqu'il décéda le 31 décembre 1937 au château d'Eertbrugge à Wijnegem. Il a été inhumé au cimetière Schoonselhof à Anvers.
À son décès, Franck était président de la Banque du Congo belge, président du Conseil d'administration de l'Université coloniale de Belgique et président du Comité maritime international. Il était l'auteur de quelques essais sur la lutte linguistique, l'activisme flamand et le Congo.

## Hommages et distinctions
En 1926, Louis Franck fut nommé par le roi Albert Ier ministre d'État en récompense de ses services. 
On trouve une « Louis Francklaan » à Saint-Nicolas et une « Louis Franckstraat » à Anvers.
Il a reçu les distinctions suivantes :
- Grand officier de l'ordre de Léopold (Belgique).
- Grand-croix de l'ordre de l'Étoile africaine (Congo belge).
- Grand-croix de l'ordre royal du Lion (Congo belge).
- Grand officier de la Légion d'honneur (France).
- Grand cordon de l'ordre de la Couronne d'Italie.
- Chevalier grand-croix de l'ordre royal de Victoria (Royaume-Uni).
- Grand cordon de l'ordre d'Isabelle la Catholique (Espagne).
- Grand cordon de l'ordre du Christ (Portugal).
- Grand-croix de l'ordre de la Couronne (Roumanie).
- Grand-croix de l'ordre de l'Étoile noire (Bénin).

## Ressources

### Publications
- (fr) L'évolution morale et la crise pessimiste à la fin du XXIXe siècle, 1893
- (nl) Taal en nationaliteit, 1896
- (fr) Le Mouvement Flamand et von Bissing, 1922
- (nl) De democratie en de liberale partij, 1924
- (nl) Congo, land en volk, 1926
- (fr) La stabilisation monétaire en Belgique et ses résultats après vingt mois, 1928
- (fr) La question des langues au Congo, 1929
- (nl) De Belgische nationaliteit en de Vlaamsche Beweging, 1930
- (fr) 1914-1918. En pays occupé: l'œuvre de secours et d'alimentation et la résistance civile, 1932

### Littérature
- BUYSSE, Arthur.  Louis Franck, 2 vol., 1914.
- KAUCH, Pierre.  « Louis Franck », Biographie nationale de Belgique, tome XXXIII, Bruxelles, 1966.
- MERTENS, Jozef .  « Louis Franck », Nieuwe encyclopedie van de  Vlaamse Beweging, Tielt, 1998.
- VAN MOLLE, Paul.  Le Parlement belge, 1894-1972, Anvers, 1972.
- WILS, Lode.  « Louis Franck », Nationaal Biografisch Woordenboek, tome XI, Bruxelles, 1985.